# Posmatranje ptica
Posmatranje ptica je hobi koji se sastoji, kako od posmatranja ptica, tako i od slušanja zvukova koje proizvode ptice. Zato se može reći da je naziv hobija nepotpun, jer ne uključuje u sebe zvučnu komponentu.
Ptice se mogu posmatrati golim okom, mada se obično koristi dvogled, a u nekim slučajevima i durbin. Neki posmatrači ptica prave zvučne i video zapise svojih opažaja. Ptice mogu da se posmatraju na urbanom i ruralnom području. Uz dobru volju potreban vam je dvogled  ili teleskop, ključ – knjiga po kojoj determinišete / raspoznajete vrste i beležnica  dok je fotoaparat oprema koja nije neophodna ali veoma je korisna na terenu.   Vremenom stećićete iskustvo da će vam ključ služiti samo da budete sigurni da li ste pravu pticu prepoznali, dok će vam se sluh izoštriti. Beležnica – terenski dnevnik je bitan da bi zapisali podatke o vašem terenskom izlasku, gde i kada ste posmatrali ptice, vrste koje ste vidili kao i opis staništa. Početnicima je bitno da se upoznaju sa tipovima staništa i da znaju koje ptice koje stanište preferiraju.
Posmatranje ptica je veoma popularan hobi u Evropi i Severnoj Americi, mada se njegova zastupljenost postepeno širi i na druga područja sveta.
Posmatranje ptica smatra se odličnim primerom popularizacije nauke kroz aktivan boravak u prirodi. Najveći broj posmatrača ptica nisu po struci biolozi, ali njihov uticaj na popularizaciju nauke i zaštitu životne sredine je velik.
Radi proučavanja ptica radi se njihovo prstenovanje. Ptice se hvataju pomoću ornitoloških mreža, proverava se kondicija ptica, procenju se starost, pol, prate se određeni parametric I ptici se stavlja određeni prsten. Ukoliko prilikom posmatranja prica uočite pticu sa prstenom poželjno je očititi prsten i javiti Zavodu za zaštitu prirode podatke

## Literatura
- Cocker, Mark (2002). Birders:Tales of a tribe. Grove Press. ISBN 978-0-87113-844-6.
- Dunne, Pete (2003). Pete Dunne on Bird Watching. Boston: Houghton Mifflin. ISBN 978-0-395-90686-6. OCLC 50228297.
- Lewis, Daniel (2012). The Feathery Tribe: Robert Ridgway and the Modern Study of Birds. Yale University Press. ISBN 978-0-300-17552-3.
- Moss, Stephen (2004). A Bird in the Bush: A social history of birdwatching. Aurum Press. ISBN 978-1-85410-993-4.
- Weidensaul, Scott (2007). Of a Feather: A Brief History of Birding. Orlando: Harcourt..

## Spoljašnje veze
- Društvo za zaštitu i proučavanje ptica Srbije
- Birding на веб-сајту  (језик: енглески)
- All About Birds – Cornell Lab of Ornithology
- Birders, Banders, & Binoculars Архивирано на веб-сајту  (15. септембар 2017)